# Liste de banques par pays
 (novembre 2009).
Cette page présente les entreprises spécialisées dans les opérations de banque, au sens du Code monétaire et financier français (article L. 311-1 de ce Code).
Ces entreprises sont définies comme établissement de crédit, par l'article L. 511-1 du même Code monétaire et financier. Dans la plupart des pays, ces établissements de crédit disposent du monopole des activités bancaires (article L. 511-5 du Code monétaire et financier).
Elles peuvent également avoir le statut d'établissement de paiement.
L'activité d'octroi de crédits nécessite généralement un agrément de nature administrative. Celui-ci est délivré soit par la Banque centrale, soit par l'Autorité administrative chargée de la supervision bancaire. Pour obtenir cet agrément, en France, l'établissement de crédit doit avoir la qualité de banque, de banque coopérative, de crédit municipal ou d'institution financière spécialisée (article L. 511-9 du Code monétaire et financier).
C'est dans ce sens précis que le terme de banque peut s'entendre.
Par analogie avec ce schéma, les entreprises recensées ci-après exercent, via un agrément, les opérations de banque, notamment le crédit et la réception des fonds du public.
Plusieurs observations s'imposent :
- il n’existe pas pour l’instant, à la différence d’autres secteurs économiques (par exemple : pétrole, automobile, informatique…) de groupes bancaires d’envergure mondiale au niveau des parts de marché (sauf dans certaines niches d’activité liées aux opérations financières importantes et à très haute technicité). De ce fait, la liste reste segmentée par pays, mais mentionne les regroupements transfrontaliers récents ou en cours.

- ces « banques » exercent à la fois les opérations de banque, en tant que fournisseur, mais également dans leur fonction de distribution de ces produits (via leurs réseaux ou internet).

- notamment, elles distribuent souvent des produits financiers qu'elles ne fabriquent pas : assurances, fonds communs de placement, par exemple.

- symétriquement, cette liste, centrée sur les producteurs de services bancaires, ne présente pas l'exhaustivité des distributeurs bancaires. En effet, les intermédiaires en opérations de banque et en services de paiement (tels que les courtiers en crédits) connaissent une forte expansion dans tous les systèmes bancaires. Ils participent ainsi au système bancaire, pris dans son ensemble[1].

## Europe

### Allemagne
- GLS Bank

- Deutsche Bank
  - Postbank, Bonn
    - DSL Bank, Bonn

  - Norisbank, Francfort
  - Sal. Oppenheim
    - BHF Bank, Francfort
- HypoVereinsbank filiale de Unicredit (Italie)
- Raiffeisen (Allemagne-Autriche)
- Volksbank
- Commerzbank, Francfort
  - Dresdner Bank, Francfort, rachetée par Commerzbank en 2008-2009
  - Comdirectbank, Quickborn
  - EuroHypo, Francfort
  - Hypothekenbank in Essen, Francfort
- DZ Bank, Francfort
  - Deutsche Genossenschafts-Hypothekenbank, Francfort
  - ReiseBank, Francfort
  - Sparda-Banken
  - Volksbanken & Raiffeisenbanken
  - Münchner Hypothekenbank, Munich
  - Teambank, Nuremberg
- M.M.Warburg & CO, Hambourg
- PSD Bank (Postal savings system)
- BNP Paribas Bank (BNP Paribas)
- Sparkassen Finanzgruppe (groupe Caisse d'épargne)
  - Banques régionales (Landesbanken)
    - BayernLB, Munich
    - Helaba, Francfort
    - HSH Nordbank, Hambourg
    - Landesbank Baden-Württemberg (LBBW), Stuttgart
    - Landesbank Berlin (appartient à la Landesbank Berlin Holding AG)
    - NordLB, Hanovre
    - WestLB, Düsseldorf

  - Caisses d'épargne (Sparkassen)
    - Berliner Sparkasse (appartient à la Landesbank Berlin Holding AG)
    - Hamburger Sparkasse
    - Frankfurter Sparkasse

  - DekaBank, Francfort (Investment banking)
  - Landesbausparkasse (de) (LBS) (building societies (en))

### Autriche
- Bank Austria, filiale de Unicredit (Italie)
- Erste Bank, filiale de Sparkassen (Allemagne), a racheté BCR (Roumanie)
- Raiffeisen (Allemagne-Autriche)

### Belgique
- Aion Bank (banque créée en 2020 à la suite du rachat de Banca Monte Paschi Belgio)
- BNP Paribas Fortis (filiale du groupe BNP Paribas, résultat de nombreuses fusions, donc la CGER, Générale de banque, SNCI)
- Axa Bank Belgium (ancienne dénomination : AXA Bank Europe, a repris l’Anhyp)
- KBC (Kredietbank)
- ING Belgique (anciennement BBL et renommée en 1998, filiale du groupe ING)
- Belfius (anciennement Dexia et renommée en mars 2012 à la suite du rachat à 100 % par l'État belge, anciennement BACOB, et antérieurement BAC et COB)
- CBC (filiale francophone de KBC)
- Argenta
- Banque CPH (anciennement Crédit professionnel du Hainaut)
- bpost banque (anciennement Banque de la Poste et renommée en 2011)
- Nagelmackers (filiale d'Anbang Insurance Group)
- NewB (banque coopérative créée en 2011 et qui dispose de sa licence bancaire depuis 2020)
- Crelan (banque 100 % collaborative issue de la fusion entre Crédit Agricole et Centea)
- VDK Spaarbank (banque éthique à l'origine fondée en 1926 sous le nom « Volksspaarwezen »[2])

Autres banques étrangères implantées en Belgique
- allemande : Deutsche Bank
- espagnoles : BBVA, Santander
- françaises : Axa Banque, Beobank (anciennement Citibank, filiale du groupe Crédit mutuel depuis mai 2012), Europabank (filiale du groupe Crelan), Fintro (filiale du groupe BNP Paribas depuis 2009), Hello bank! (banque entièrement en ligne et filiale du groupe BNP Paribas depuis 2013), Keytrade Bank (filiale du groupe Crédit Mutuel Arkea), Caisse d'épargne (Bruxelles depuis 2014)
- italiennes : Banca Monte Paschi Belgio
- marocaines : Attijariwafa Bank, Chaabi Bank (filiale du Groupe Banque Populaire)
- néerlandaises : Rabobank, Record Bank (nl) (filiale du groupe ING), Triodos Bank, DHB Bank (en)

### Bulgarie
- EIBank, filiale de KBC (Belgique)
- Expres Bank, filiale de OTP Bank

### Danemark
- Danske Bank
- Finansbanken
- Jyske Bank
- Nykredit
- Saxo Bank

### Espagne
- Banco Santander a racheté Abbey (Royaume-Uni) en 2004
- Banco Bilbao Vizcaya Argentaria (Banco de Bilbao, BBVA)
- CaixaBank
- Banc Sabadell
- Bankoa (Crédit Agricole Group)
- Bankinter
- Banco Pastor
- Banca March
- ING
- Deutsche Bank
- Citibank
- BanCorreos

### France
Cette section ne s'appuie pas, ou pas assez, sur des sources secondaires ou tertiaires indépendantes du sujet. Le texte peut contenir des analyses inexactes ou inédites de sources primaires.
Pour l'améliorer, ajoutez-en, ou placez des modèles {{Source secondaire souhaitée}} ou {{Source secondaire nécessaire}} sur les passages mal sourcés. (janvier 2024)

#### Établissements publics
La Fédération bancaire française (FBF), organisation professionnelle qui représente toutes les banques installées en France, répertorie 383 entreprises bancaires de toutes origines (commerciales, coopératives ou mutualistes).
- Banque de France, banque centrale de la République française, actionnaire de la Banque centrale européenne et membre du système européen des banques centrales SEBC.
- Caisse des dépôts et consignations, institution financière placée sous le contrôle du Parlement français
- La Banque postale (créée le 1er janvier 2006 par transfert des services financiers du groupe La Poste, filiale à 100 % du groupe, société anonyme à capitaux publics)
- CNP Assurances, filiale du groupe La Banque postale, est officiellement considéré comme une « entreprise publique »
- La Banque Publique d'Investissement.

#### Grandes sociétés financières françaises
Liste regroupant les groupes français privés opérant dans les domaines de la banque et de l’assurance au sens large (finance, crédit, assurance, monétique…) et dont le nombre d'actifs dépassait 10 milliards d'euros en 2013.

##### Sociétés disposant d'un large parc physique d'agence
- Groupe BNP Paribas — 1 819 milliards d’euros d'actifs[Quand ?].
  - détient en France les banques BNP Paribas, Cetelem, Cortal Consors et Hello bank!
  - possède à l’étranger plus d'une dizaine de banques (BNL, BNP Paribas Fortis, BNP Paribas El Djazaïr, UBCI, BMCI)

- Groupe Crédit agricole — 1 687 milliards d’euros d'actifs.[Quand ?]
  - détenu par les 39 Caisses Régionales de Crédit Agricole Mutuel à travers la SAS Rue de la Boétie, détient en France LCL - Le Crédit lyonnais, la Banque Indosuez et BforBank
  - possède à l’étranger de nombreuses banques (Liste des filiales du groupe Crédit agricole)

- Groupe Société générale — 1 214 milliards d’euros d'actifs[Quand ?]
  - détient en France les banques SG (anciennement Société générale et Crédit du Nord) et Boursorama
  - possède une vingtaine de filiales (Europe, Moyen-Orient, Afrique francophone)

- Groupe BPCE — 1 123 milliards d’euros d'actifs[Quand ?]
  - détenu en totalité par les 16 Caisses d’épargne et les 15 Banques populaires
  - possède quatre filiales (BPCE International, Crédit Foncier, Natixis, Banque Palatine) et une participation dans CNP Assurances

- Groupe Crédit mutuel — 645 milliards d’euros[Quand ?][De quoi ?]
  - 14 fédérations du Crédit mutuel (Crédit Mutuel Centre-Est Europe, Sud-Est, Savoie Mont Blanc, Île de France, Midi Atlantique, Centre, Loire-Atlantique Centre-Ouest, Normandie, Méditerranéen, Dauphiné-Vivarais, Anjou, Massif Central, Antilles Guyane, Crédit Mutuel Nord Europe) sont regroupés au sein de Crédit mutuel Alliance fédérale et coactionnaires de la Banque fédérative Crédit mutuel, laquelle détient notamment le Crédit industriel et commercial (CIC) et une participation majoritaire dans le groupe Cofidis participations (Cofidis, Creatis et Monabanq), fondé en partenariat avec le groupe 3 Suisses International
  - 2 fédérations du Crédit mutuel (Bretagne et Sud-Ouest) sont regroupées au sein du groupe Crédit mutuel Arkéa, lequel possède, via la Compagnie financière du Crédit mutuel (CFCM) une vingtaine de filiales (parmi lesquelles la banque en ligne Fortuneo et l'assureur Suravenir).
  - 2 fédérations sont indépendantes : Crédit mutuel Maine-Anjou, Basse-Normandie et Crédit mutuel Océan
- Groupe La Poste / la Banque postale — 200 milliards d'euros[Quand ?][De quoi ?]
  - possède la Banque postale et ses filiales (Louvre Banque Privée, la Banque postale Assurances)

##### Sociétés disposant d'un parc physique d’agence limité
- Groupe Axa— CA 2011 : 86,1 milliards d’euros
  - le groupe est un géant mondial[non neutre] essentiellement axé sur l’assurance et l’assistance
  - il détient en Europe plusieurs banques en ligne (Axa Banque en France).

- HSBC France, filiale du groupe bancaire britannique HSBC
- ING, banque en ligne succursale du néerlandais Groupe ING
- Orange Bank (anciennement Groupama Banque), banque en ligne appartenant majoritairement au groupe de télécommunications français Orange (et minoritairement à Groupama)
- Memo Bank, banque pour entreprises[4].

##### Banques privées d'affaires
- Banque Hottinguer - plus ancienne[réf. nécessaire] banque de la place parisienne (Banque d'investissement).

##### Banque des agents du secteur public
- Banque française mutualiste - fonctionnaire

### Grèce
- Alpha Bank
- Emporiki, filiale du Crédit agricole, puis cédé à Alpha Bank
- Ethnikí Trápeza
- Eurobank EFG
- Geniki Bank, filiale Piraeus Bank
- Piraeus Bank (a racheté en 2013 les filiales grecques de Bank of Cyprus et Cyprus Popular Bank, qui fusionnent)

### Irlande
- ACCBank plc
- Allied Irish Banks
- Bank of Ireland
- Danske Bank
- Permanent TSB
- Ulster Bank

### Islande
- Bank of the Islands
- Kaupthing Bank
- WIB

### Italie
- Unicredit
- Intesa Sanpaolo
- Monte dei Paschi de Sienne
- BNL filiale de BNP Paribas
- Crédit agricole Italia
- Banco BPM
- Banco BPER
- Banca IFIS
- Mediobanca, la grande banque d'affaires italienne
- Bancoposta, la filiale bancaire de la Poste italienne
- Banca Carige
- Banco Popolare di Sondrio

### Monténégro
- Podgorička banka (filiale de la Société générale de 2012 à 2019, puis de OTP depuis 2019)

### Norvège
- Bank Norwegian, établissement de crédit à la consommation
- DNB, caisse d'épargne et banque universelle
- Sparebanken Vest, caisse d'épargne universelle
- Storebrand, assureur dommages et vie proposant des services bancaires (Storebrand Bank)

### Pays-Bas
- ING Bank
- Rabobank
- ABN AMRO, rachetée en 2007 par les banques Fortis (Belgique/Pays-Bas), Royal Bank of Scotland (Royaume-Uni) et Santander (Espagne). La partie Fortis a été nationalisée en 2008.
- DSB Bank
- Deutsche Postbank
- SNS Reaal
- Van Lanschot Kempen

### Pologne
- Alior Bank
- Credit Agricole Bank Polska, filiale du Crédit agricole
- Pekao
- PKO BP (Powszechna Kasa Oszczędności Bank Polski)
- BGZ BNP Paribas, filiale de BNP Paribas
- Bank Millenium, filiale de Millennium BCP
- Nest Bank
- mBank, filiale de Commerzbank
- Eurobank, filiale de Bank Millenium
- Santander Bank Polska (Bank Zachodni WBK)

### Portugal
- Millennium BCP
- Banco BPI
- Banco Portugues de Negocios
- Novo Banco
- Caixa de Crédito de Leiria
- Caixa Geral de Depósitos
- Montepio
- Barclays

### République tchèque
- Československá obchodní banka
- Komerční banka (filiale du Groupe Société générale)

### Roumanie
- BRD (filiale du Groupe Société générale)
- CDC Caisse d'épargne et des Consignations

### Royaume-Uni
- HSBC, 1re banque d’Europe en termes de capitalisation boursière, 4e mondiale
- Barclays
- ICB, International Commercial Bank, Banque Ghanéenne
- Lloyds Banking Group
- Royal Bank of Scotland
- Standard Chartered
- Santander UK
- Clydesdale Bank
- Northern Rock
- Nationwide, première building society du pays
- Vantex

### Russie
- Alfa Bank
- BNP
- Delta Crédit (filiale du Groupe Société générale)
- CityBank
- Raiffeisen Bank
- Rosbank (filiale du Groupe Société générale)
- Sberbank (caisse d'épargne russe)
- Vnechtorgbank ou VTB Bank
- Absolut Bank
- International Moscow Bank filiale de Unicredit (Italie)

### Serbie
- Banca Intesa Beograd (filiale d'Intesa Sanpaolo)
- Crédit agricole banka Srbija Novi Sad (filiale du Crédit agricole)
- Erste Bank Novi Sad (filiale d'Erste Bank)
- Komercijalna banka Beograd
- Raiffeisen
- Vojvođanska Banka

### Suède
- Handelsbanken
- Nordea
- Skandia
- Swedbank
- Skandinaviska Enskilda Banken

### Suisse
- UBS
- Credit suisse
- Groupe Raiffeisen
- Banque cantonale zurichoise
- HSBC Private Bank (Suisse)
- BNP Paribas (Suisse)
- Banque cantonale vaudoise
- Julius Bär
- PostFinance
- Banque Migros
- Pictet
- Banque cantonale de Bâle
- Crédit agricole (Suisse)
- Flowbank

### Turquie
- Koç Bankasi
- Yapi Kredi Bankasi, filiale de Unicredit
- TEB, filiale de BNP Paribas
- VakifBank
- T.C. Ziraat Bankasi
- Halkbank
- Denizbank, filiale de Dexia, puis en 2012 de Sberbank
- Fortis
- HSBC Bank
- Citibank
- Groupe ING
- Akbank
- Millennium Bank
- Turklandbank
- Şekerbank
- Alternatif Bank
- Eurobank
- Anadolubank
- ABN AMRO
- Isbank

### Ukraine
- Index bank, filiale du Crédit agricole
- Ukrsibbank, filiale de BNP Paribas

### Autres
- KB (République tchèque-Slovaquie) (filiale du Groupe Société générale)
- Splitska banka (Croatie) filiale de OTP Bank

## Amériques

### Brésil
- Banco do Brasil
- Itaú Unibanco (fusion en 2008 de Banco Itaú et Unibanco)
- Banco Bradesco
- CEF - Caixa econômica federal
- Banco ABN Amro
- Banco Safra
- Banco Santander
- HSBC
- Banrisul
- Banco Votorantim
- Banco da Amazonia
- Banco do Estado de Santa Catarina
- Goldman Sachs do Brasil
- Banco do Estado do Goiás- BEG
- Banco Sudameris
- Banco JP Morgan
- Banco de la Provincia de Buenos Aires
- Bank Boston
- Banco Barclays
- Banco BNP Paribas do Brasil

### Canada
- Voir la liste des banques canadiennes, les sièges sociaux sont entre parenthèses

- Banque de Montréal (Québec/Ontario)
- Caisses Populaires du Mouvement Desjardins (Québec/Nouveau-Brunswick/Ontario/Floride)
- Banque royale du Canada (Québec/Ontario)
- Banque Scotia (Nouvelle-Écosse/Ontario/Québec)
- Banque Toronto-Dominion (Ontario)
- Banque canadienne impériale de commerce (Ontario)
- Banque Laurentienne (Québec)
- Banque nationale du Canada (Québec)
- MBNA Canada Bank
- Citibank

### Colombie
- Banco Popular Colombia
- Banco de Bogota
- Banco AvVillas
- Banco de Credito
- Bancolombia
- Davivienda

### États-Unis
- Goldman Sachs
- Morgan Stanley
- Bank of America
- Citigroup 2e banque mondiale
- JPMorgan Chase & Co.
- Wells Fargo
- PNC Financial Services (rachat de National City fin 2008)
- US Bank
- IndyMac Federal Bank (vente de cette banque californienne en faillite à un consortium de fonds d'investissement pour environ 13,9 milliards de dollars début 2009)
- Capital One (rachat de Chevy Chase début 2009)
- Bank of New York Mellon
- Bank of North Dakota
- Bank of Texas
- EastWestBank
- Citizens Bank (filiale du groupe Royal Bank of Scotland)
- Union bank of California (filiale à 100 % de la banque japonaise Mitsubishi UFJ Financial Group depuis fin 2008)
- U.S. Bancorp
- Bank of the West (filiale de BNP Paribas)
- First Hawaiian Bank (filiale de BNP Paribas)
- Meriwest

### Haïti
- Banque de la république d'Haïti - BRH (Banque centrale régulateur du secteur bancaire)
- Banque nationale de crédit - BNC
- Banque populaire haïtienne - BPH
- Banque de l'Union haïtienne - BUH, première banque privée de la République depuis 1973
- Unibank
- Sogebank
- Capital Bank

La Sogebank et l'Unibank se disputent régulièrement la première place du système.

### Mexique
- BBVA Bancomer (filiale de BBVA)
- Banco del Bajío
- Banorte (Prise de contrôle de IXE en 2014)
- HSBC Mexico
- Inbursa (Groupe Carlos Slim)
- Santander
- Banco Azteca
- Scotiabank (Filiale de la Banque Scotia)
- Banamex filiale de Citigroup

### Autres
- Interbank Corporation (Pérou)
- Banco de Santiago (Chili)
- Banco Mercantil C. A. SACA (Venezuela)
- Aruba Bank (Aruba)
- Global Bank (Panama)
- Credit Uruguay Banco (Uruguay) filiale du Crédit agricole

## Afrique

### Afrique du Sud
- Standard Bank
- First Rand
- Absa Bank
- Nedbank
- Investec
- First National Bank
- Ubank

### Algérie
Dernière mise à jour : 5 février 2025,.
- Banque extérieure d'Algérie (BEA)
- Banque nationale d'Algérie (BNA)
- Banque de l'agriculture et du développement rural (BADR)
- Banque de développement local (BDL)
- Crédit populaire d'Algérie (CPA)
- Caisse nationale d'épargne et de prévoyance (CNEP)
- Al Salam Bank Algeria
- Arab Bank PLC Algeria
- Arab Banking Corporation (ABC Algérie)
- Banque Al Baraka (Finance islamique) Algérie *
- BNP Paribas El Djazaïr (filiale du groupe BNP Paribas)
- Citibank Algeria
- Fransabank Al-Djazaïr
- Gulf Bank Algérie
- HSBC Algérie
- Natixis Algérie (filiale du groupe BPCE)
- Société générale Algérie (filiale du groupe Société générale)
- Trust Bank Algeria
- The Housing Bank For Trade And Finance HBTF Algeria
- Banque nationale de l'habitat
- T.C Ziraat Bankasi-Algeria (succursale)

### Bénin
- Bank of Africa Bénin
- Banque de l'habitat du Bénin
- Ecobank
- Orabank Bénin
- United Bank for Africa
- Diamond Bank Bénin
- Société générale Bénin
- BSIC Group
- Banque atlantique
- BGFIBank Bénin
- Afriland first bank benin
- Banque Africaine pour l'Investissement et le Commerce (BAIC)
- CBAO surcusale Attijariwafa Bank
- Coris-Bank Bénin

### Burkina Faso
- Bank of Africa Burkina Faso
- Banque internationale du Burkina (BNP Paris Bas partenariat) rachetée par UBA (United Bank for Africa)
- Banque Internationale du commerce et d'industrie du Burkina (Bicia-B) Filiale de la BNP Parisbas.
- Société générale du Burkina Faso (SGBF Filiale de la Société Générale)
- International Business Bank ex Banque de l'habitat du Burkina Faso
- OraBank (ex Banque régionale de solidarité BRS)
- Banque atlantique du Burkina Faso
- Banque Sahélo Sahelienne pour l'Investissement et le Commerce (BSIC)
- Banque agricole et commerciale du Burkina (rachetée par le groupe Ecobank)
- Coris Bank International
- Banque commerciale du Burkina
- CBAO Burkina Faso (Groupe ATTIJARIWAFA BANK)
- Banque de l'Union - Burkina Faso Filiale de la Banque du Développement du Mali (BDM-SA)
- Wendkuni Bank International

### Burundi
- Finbank
- Interbank
- Bancobu
- Société burundaise de banque et d'invertissement
- Ecobank
- Banque de crédit de Bujumbura
- Mutuelle d'épargne et de crédit -MUTEC
- KCB
- Banquet republique du Burundi (BRB)
- CRB bank

### Cameroun
Les banques suivantes sont agrées au Cameroun :
- Crédit Communotaire d'Afrique (CCA Bank)
- Afriland First Bank
- Banque Atlantique
- Banque internationale du Cameroun pour l'épargne et le crédit (BICEC)
- BGFI
- Société burundaise de banque et d'invertissement
- Citibank NA Cameroun
- Commercial Bank of Cameroon (CBC)
- Crédit Agricole SCB Cameroun (CA SCB)
- Ecobank Cameroun SA (EBC)
- National Financial Credit (NFC)
- Standard Chartered Bank Cameroun
- Société Générale des Banques du Cameroun (SGBC) (filiale du Groupe Société générale)
- Union Bank of Cameroon
- United Bank for Africa (UBA)

### République du Congo
- Crédit du Congo
- Banque Commerciale Internationale (BCI)
- BGFIBANK Congo
- Banque congolaise de l'habitat (BCH)
- La Congolaise des Banques (LCB)
- Ecobank
- Société générale Congo (filiale du Groupe Société générale)
- United bank of Africa (UBA)
- BESCO
- Banque Postale du Congo (BPC)
- Banque Sino-Congolaise pour l'Afrique (BSCA.Bank)

### République démocratique du Congo
- Access Bank DRC
- Advans banque Congo
- Afriland First Bank CD (First Bank CD)
- Bank of Africa
- Banque commerciale du Congo (BCDC)
- Banque congolaise (BC)
- Banque Internationale de crédit (BIC)
- BGFIBank
- Byblos Bank RDC
- Citigroup
- Ecobank
- First International Bank	(FiBank) (Racheté par Afriland First Bank CD en 2017)
- La Cruche Banque
- Mutuelle d’Épargne et de Crédit au Congo (MECRECO)
- Procredit Bank
- Rawbank
- Sofibanque
- Standard Bank
- Trust Merchant Bank (TMB)
- United Bank for Africa (UBA)

### Côte d'Ivoire
- Société générale Côte d'Ivoire (SGBCI), filiale du groupe Société générale
- Access Bank Côte d'Ivoire
- Banque populaire cote d'ivoire (BPCI)
- Ecobank Cote d'Ivoire
- Alios Finance
- Banque atlantique Côte d'Ivoire, filiale du Groupe Banque populaire et de l'Atlantic Financial Group.
- Banque pour le Financement de l'Agriculture
- Banque de l'habitat de Côte d'Ivoire (BHCI)
- Banque Régionale de Solidarité, (Groupe BRS-SA)
- Bank of Africa (BOA)
- Banque Nationale d'Investissement, (BNI)- EX CAA)
- Bridge Bank Group
- Caisse d'Epargne Côte d'Ivoire
- Cofipa Investment Bank
- Citibank
- COFIPA Investment Bank (CIB)
- Compagnie Financière de la Côte d'Ivoire (COFINCI)
- Export-Import Bank of Corea
- Société ivoirienne de banque (SIB), filiale du groupe Attijariwafa bank
- Standard Chartered Bank (SCB)
- Versus Bank
- BSIC Group
- United Bank for Africa UBA
- BGFIBank Côte d'Ivoire

### Égypte
- Banque nationale d'Égypte
- Banque Misr
- Commercial International Bank
- Qatar National Bank
- Arab African International Bank
- Banque du Caire
- First Abu Dhabi Bank
- Faisal Islamic Bank
- Banque d'Alexandria

### Gabon
- Banque gabonaise de développement (banque publique)
- BGFIBank
- Banque internationale pour le commerce et l'industrie du Gabon
- Citibank Gabon
- Union gabonaise de banque (groupe Attijariwafa bank)
- Orabank Gabon
- United bank of Africa
- Attijariwafa bank (Groupe CBAO)

### Guinée
- Société générale Guinée (SGBG), filiale du Groupe Société générale
- Banque internationale pour le commerce et l'industrie de Guinée (BICIGUI)
- Ecobank
- Orabank Guinée (ex-UIBG)
- Banque populaire Maroco Guinéenne (BPMG)
- International Commercial Bank (ICB)
- First International Bank (FIB)
- Banque islamique de Guinée (BIG)
- United Bank for Africa Guinée (UBA)
- FBN Guinée (FBN)
- BSIC Group

### Guinée-Bissau
- Banco Da União SA (BDU-SA, Filiale de la BDM, Mali)
- Banco Da Africa Ocidental (BAO)
- Ecobank
- Banque Régional de Solidarité (BRS)

### Mali
- Banque de développement du Mali
- Banque Nationale de Développement Agricole
- Banque malienne de solidarité
- Banque internationale pour le Mali (Groupe Attijariwafa Bank)
- Ecobank
- BNDA
- BICIM
- Banque régionale de solidarité Mali (Groupe BRS-SA)
- BCI-Mali
- Bank of Africa Mali
- Banque atlantique Mali (Groupe Banque atlantique, filiale de la Banque populaire du Maroc)
- BCS-SA (Banque commerciale du Sahel)

### Maroc
Les principales banques marocaines sont :
- Bank Al-Maghrib : la banque centrale du Maroc.
- Attijariwafa bank : premier groupe bancaire maghrébin et sixième à l'échelle africaine.
- BMCE Bank : deuxième groupe bancaire marocain en termes d'actifs, présent aussi en Afrique et en Europe.
- Banque populaire du Maroc : groupe composé de 11 banques populaires régionales. Il dispose du plus vaste réseau d'agences et de la plus large base clientèle au Maroc.
- Arab Bank Maroc : filiale de la banque jordanienne Arab Bank.
- BMCI : filiale du Groupe BNP Paribas.
- CDG Capital : banque d'investissement de la Caisse de dépôt et de gestion.
- Crédit agricole du Maroc.
- Crédit du Maroc : filiale du groupe Crédit agricole SA.
- CFG Group : banque d'investissement marocaine.
- CIH : filiale depuis 2005 du Groupe CDG.
- Société générale Maroc : filiale du groupe Société générale.
- Citibank Maghreb : banque d'investissement marocaine filiale du groupe Citibank.
- Poste Maroc : société anonyme marocaine de droit public.
- Al Barid Bank : filiale bancaire de Poste Maroc.

### Mauritanie
- Banque pour le commerce et l'industrie "BCI banque"
- Bpm (banque populaire de Mauritanien)
- Bmci (banque mauritanienne du commerce et de l'industrie)
- Attijari bank
- Orabank

### Nigeria
- Access Bank
- Zenith Bank
- United Bank for Africa
- First Bank of Nigeria
- Guaranty Trust Bank
- Fidelity Bank Nigeria
- Union Bank of Nigeria
- Diamond Bank
- Polaris Bank

### Rwanda
- Bank of Kigali
- NCBA Bank Rwanda
- KCB Bank Rwanda Limited
- Unguka Bank
- Urwego Bank
- Zigama Credit
- I&M Bank Rwanda
- Housing Bank of Rwanda
- Guaranty Trust Bank
- Equity Bank
- Crane Bank
- Ecobank
- Cogebanque
- Co-operative Bank of Rwanda
- BPR Bank
- Bank of Africa
- Access Bank
- AB Bank

### Sénégal
- CBAO Groupe Attijariwafa bank
- Société générale de banques au Sénégal (SGBS), filiale du Groupe Société générale
- Banque internationale pour le commerce et l’industrie du Sénégal (BICIS)
- Banque de l’habitat du Sénégal (BHS)
- Banque islamique du Sénégal (BIS)
- Bank of Africa Sénégal
- Banque Sahélo-Saharienne pour l’Investissement et le Commerce (BSIC)
- Orabank Sénégal ( anciennement Banque Régionale de Solidarité-Sénégal)
- Banque Atlantique-Sénégal
- Caisse nationale de crédit agricole du Sénégal (CNCAS)
- Citibank Senegal
- Crédit lyonnais Sénégal (CLS) devient Crédit du Sénégal en 2007 (Groupe Attijariwafa Bank)
- Compagnie ouest-africaine de crédit bail (Locafrique)
- United Bank for Africa- Sénégal (UBA Senegal)
- Ecobank -sénégal

### Tchad
- Banque Agricole du Chari (BAC)
- Banque Commerciale du Chari (BCC)
- Banque Sahélo-Saharienne pour l’Investissement et le Commerce (BSIC)
- Commercial Bank Tchad (CBT)
- Ecobank-Tchad
- Orabank-Tchad ancienne Financial Bank Tchad
- Société générale du Tchad (SGT)
- United Bank for Africa- Tchad[8] (UBA Tchad)

### Tunisie
- Banque centrale de Tunisie
- BH Bank (BH)
- Société tunisienne de banque (STB)
- Banque nationale agricole (BNA)
- Tunisian Qatari Bank (TQB)
- Banque tunisienne de solidarité (BTS)
- Banque de Tunisie et des Emirats (BTE)
- BTK Bank (BTK)
- Attijari Bank (groupe Attijariwafa bank)
- Union bancaire pour le commerce et l'industrie (UBCI)
- Amen Bank (AB)
- Arab Tunisian Bank (ATB)
- Banque de Tunisie (BT)
- Banque internationale arabe de Tunisie (BIAT)
- Banque Zitouna (BZ)
- Union internationale de banques (UIB), filiale du Groupe Société générale
- Banque de financement des petites et moyennes entreprises (BFPME)
- Tunisian Saudi Bank

## Proche-Orient

### Israël
- Bank Hapoalim
- Bank Leumi
- Bank Mizrahi-Tefahot
- Bank of Jerusalem Ltd.
- Bank Otsar Ha-Hayal
- Israel Discount Bank
- FIBI
- Bank Igoud

### Liban
- Ahli International Bank S.A.L.
- Al Baraka Bank Lebanon Sal (Bbl) (Islamic Bank)
- Al-Mawarid Bank S.A.L.
- Arab African International Bank
- Arab Bank Plc
- Arab Finance House Sal (Islamic Bank)
- Arab Investment Bank S.A.L.
- Audi Saradar Investment Bank S.A.L
- Audi Saradar Private Bank Sal
- B.L.C. Bank S.A.L.
- Bank Al Madina S.A.L.
- Bank Audi Sal - Audi Saradar Group
- Bank of Beirut Invest S.A.L
- Bank of Beirut S.A.L
- Bank of Kuwait and the Arab World S.A.L.
- Bank Saderat Iran
- Bankmed, S.A.L
- Banque Bemo Sal
- Banque de crédit national S.A.L. (BCN)
- Banque de l'habitat S.A.L.
- Banque de l'industrie et du travail S.A.L.
- Banque Lati S.A.L.
- Banque libano-française S.A.L.
- Banque Misr Liban S.A.L.
- Banque Pharaon & Chiha S.A.L.
- BBAC S.A.L
- Banque du Liban et d'Outre-Mer S.A.L. (BLOM Bank)
- Blom Development Bank S.A.L
- BlomInvest Bank S.A.L.

- Byblos Bank S.A.L.
- Byblos Invest Bank S.A.L.
- Citibank, N.A.
- Crédit libanais Investment Bank - S.A.L.
- Crédit libanais S.A.L.
- Creditbank S.A.L.
- Emirates Lebanon Bank S.A.L.
- Federal Bank Of Lebanon S.A.L.
- FFA Private Bank S.A.L.
- Finance Bank S.A.L.
- First National Bank S.A.L.
- Fransa Invest Bank Sal (Fib)
- Fransabank Sal
- Gazprom Bank – Invest (Liban) Sal
- Habib Bank Limited
- HSBC Bank Middle East Limited
- LBL Bank S.A.L.
- Jammal Trust Bank S.A.L.
- Lebanese Canadian Bank S.A.L.
- Lebanese Islamic Bank Sal
- Lebanese Swiss Bank S.A.L.
- Lebanon And Gulf Bank S.A.L.
- Meab Sal
- Méditerranée Investment Bank S.A.L.
- National Bank Of Kuwait (Lebanon) S.A.L.
- Near East Commercial Bank Sal
- North Africa Commercial Bank S.A.L.
- Rafidain Bank
- Saudi Lebanese Bank S.A.L.
- Saudi National Commercial Bank
- Société nouvelle de la Banque de Syrie et du Liban S.A.L.
- Standard Chartered Bank S.A.L.
- Syrian Lebanese Commercial Bank S.A.L.
- United Credit Bank S.A.L.
- Warka Bank for Investement & Finance J.S.C

### Autres
- Central Bank of Kuwait (Koweït)
- Arab Banking Corp (Bahreïn)
- Gulf Finance House (Bahreïn)
- Emirates Bank International (Émirats arabes unis)
- Bank of Jordan (Jordanie)
- Arab Bank (Jordanie)
- Riyadbank (Arabie saoudite)
- Bank Muscat (Oman)

## Asie - Océanie

### Australie
- ANZ
- Macquarie Bank
- NAB
- CBA
- ICBC
- Westpac

### Chine
- China Construction Bank
- Agricultural Bank of China
- CIBC (Chine), 3e banque mondiale
- Bank of Beijing
- China Development Bank
- China Merchants Group
- China Minsheng Banking Corp
- CITIC
- Bank of China
- Shanghai Commercial Bank
- Nanjing City Commercial Bank
- HSBC

### Corée du Sud
- Banque de Chosen, ancienne banque centrale, devenue la Banque de Corée
- Hana Financial Group
- Kakao Bank
- KB Kookmin Bank
- Korea Development Bank
- Korean Exchange Bank, filiale de HSBC
- Nonghyup Bank
- Shinhan Bank

### Kazakhstan
- Banque BTA
- ForteBank
- Halyk Bank
- Kazkommertsbank

### Pakistan
- State Bank of Pakistan
- Habib Bank
- Allied Bank
- United Bank
- Meezan Bank
- National Bank of Pakistan
- Muslim Commercial Bank

### Inde
- State Bank of India
- ICICI bank
- HDFC Bank
- Bank of India
- Bank of Baroda
- Bank of Maharashtra
- Axis Bank
- IDBI Bank
- Canara Bank
- Central Bank of India

### Indonésie
- Bank Buana
- Bank International Indonesia
- Bank Niaga
- Danamon

### Japon
- Aozora Bank
- Japan Post Bank
- Mizuho Bank
- Mitsubishi UFJ
- Nomura
- Sumitomo Mitsui Bank
- Shinsei Bank

### Malaisie
- Maybank
- CIMB Bank
- Public Bank
- Affin Bank
- Hong Leong Bank
- RHB Bank
- AmBank
- Alliance Bank

### Thaïlande
- Bangkok Bank
- KrungThai Bank
- Siam Commercial Bank
- Kasikorn Bank
- Bank of Ayudhya (Krungsri)
- Thanachart Bank
- TMB Bank
- Kiatnakin Bank
- CIMB Thai
- Standart Chartered (Thai)
- United Overseas Bank (Thai)
- Tisco Bank
- ICBC Bank
- Mega ICB

### Autres
- Prime Bank (Pakistan), filiale de ABN AMRO
- DBS (Singapour)
- Techcom Bank (Viêt Nam)

## Océan Indien

### Madagascar
- AccèsBanque Madagascar (filiale d'Atlantic Financial Group)
- Atlantic Financial Group
- BGFIBank
- Bank Of Africa Madagascar (filiale de la Bank of Africa)
- Banky First (filiale de la BCP)
- Banque industrielle et commerciale de Madagascar
- Banque Malgache de l'Océan Indien (filiale de la BCP)
- Banque nationale de l'industrie
- Baobab
- Mauritius Commercial Bank
- Société générale Madagasikara (filiale de la BRED Banque populaire)
- State Bank of Mauritius

### Maurice
- Banque de Maurice
- BCP Bank
- MauBank
- Mauritius Commercial Bank
- State Bank of Mauritius
- Barclays
- Standard Bank
- Bramer Banking Corporation
- HSBC
- ABC Banking Corporation
- Investec
- Bank One
- Banque des Mascareignes
- Afrasia
- Bank of Baroda
- Development Bank of Mauritius
- Mauritius Post and Cooperative Bank (MPCB)
- Standard Bank

### La Réunion
- Banque française commerciale de l'océan Indien (BFCOI), filiale du Groupe Société générale
- Banque de La Réunion (BR)
- Crédit agricole de La Réunion
- BNP Paribas Réunion
- Caisse d'épargne
- La Banque postale
- BRED Banque populaire